# Vorst (Tönisvorst)
Die früher selbständige Gemeinde Vorst ist ein Stadtteil der zum nordrhein-westfälischen Kreis Viersen gehörigen Stadt Tönisvorst.

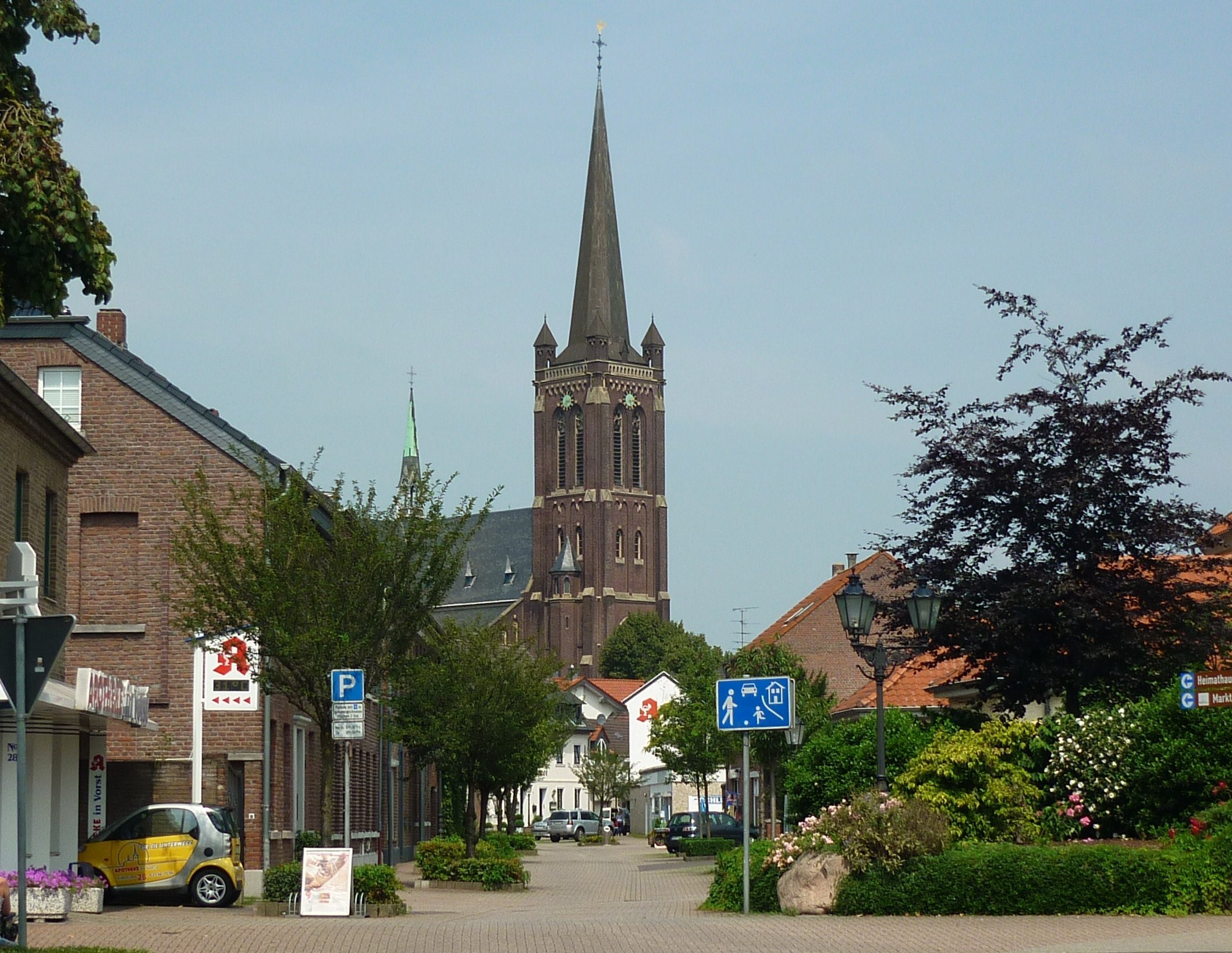
Die katholische Kirche von Vorst

## Etymologie
Der Ortsname Vorst ist auf einen großflächigen Waldbestand zurückzuführen, der im Mittelalter um das Eigengut Haus Brempt bewirtschaftet wurde. Die mittelhochdeutsche Bezeichnung Vorst grenzt einen bewirtschafteten von einem natürlichen Wald, mittelhochdeutsch „Boosch“, ab.

## Geographie
Vorst liegt geographisch am Rand der Kempener Lehmplatte (Niederrheinische Landschaftseinheit 573.3).

### Nachbarorte
| Oedt    | Kempen                                      | St. Tönis    |
| Hagen   | Kompassrose, die auf Nachbargemeinden zeigt | KehnHochbend |
| Viersen | Clörath                                     | Anrath       |

## Geschichte

### Vorgeschichte
Zahlreiche vorgeschichtliche Funde belegen eine Besiedlung von Vorst seit der Jungsteinzeit.
Das Gros der Fundplätze um Vorst verweist jedoch in die vorrömische Eisenzeit. 1935 untersuchte Albert Steeger eine zuvor von dem Landwirt Wilhelm Schuhmacher entdeckte eisenzeitliche Siedlung am nordöstlich von Vorst am Ostrand der Huverheide gelegenen Koitzhof.
Bei archäologischen Prospektionen im Zuge der Erschließung eines Neubaugebietes am Heckerweg wurde 2007 und 2010 eine weitere eisenzeitliche Streusiedlung mit zugehörigem Bestattungsplatz entdeckt und 2015 in einer verursacherfinanzierten archäologischen Ausgrabung auf einer Fläche von 5,5 ha von der Archäologin Melanie Eigen untersucht.
Eine in die römische Zeit überleitende Siedlungskontinuität konnte bisher für Vorst nicht nachgewiesen werden.

### Römische Zeit
In römischer Zeit lag Vorst im Grenzgebiet zwischen den Territorien der Cugerner und Betasier im Norden und der Ubier im Süden. Die Kempener Lehmplatte war seinerzeit vor allem durch Vieh- und Weidewirtschaft charakterisiert. Die antike Nutzungsweise änderte sich im Mittelalter hin zur Forstwirtschaft.
Bis 1984 waren aus der Umgebung von Vorst nur wenige römische Fundstellen bekannt. Nach der Bestandsaufnahme von Gudrun Loewe in den 1960er-Jahren konzentrierten sich diese nördlich beziehungsweise nordwestlich des Ortes. So waren beispielsweise drei römische Brandgräber bekannt, die in den 1920er-Jahren beim Lehmstechen in der Ziegelei Potz entdeckt wurden.
In den 1970er-Jahren wurde der Hinkes Weißhof abgerissen. An seine Stelle sollte das Neubaugebiet „An Hinkes Weißhof“ treten, dessen umliegende Felder seit der Antike unbebaut geblieben waren.
Bei Straßenerschließungsarbeiten zum Neubaugebiet wurde dann 1984 ein ca. 1,5 ha großes römerzeitliches Gräberfeld vom ehrenamtlichen Mitarbeiter des Museums Burg Linn Dipl.-Ing. Detlef Stender entdeckt und zwischen 1984 und 1989 archäologisch untersucht. Dabei wurden 205 Gräber ausgegraben, die in das 1.–3. Jahrhundert datieren. Bridger errechnete, dass das Gräberfeld eine Gesamtbelegung von ca. 500 Bestattungen aufgewiesen haben musste. Ein Teil des Gräberfeldes war 1984 bereits überbaut. Aufgrund der gewonnenen Daten konnte der Archäologe für das römische Vorst eine Bevölkerungsdichte ableiten, die mit bis zu 200 Einwohnern verteilt auf etwa 30 Haushalte in flavischer Zeit ihre höchste Blüte erreichte.
Die zugehörige Siedlung fanden die Forscher im Sommer 2015 etwa 550 m nordwestlich des Gräberfelds bei einer verursacherfinanzierten archäologischen Ausgrabung im Bereich des Neubaugebiets südlich des Heckerwegs.
Unter der Leitung der Archäologin Melanie Eigen wurde der südöstliche Randbereich einer Siedlung einer einheimisch-romanisierten Bevölkerung in der nördlichen Hälfte der 5,5 ha großen Untersuchungsfläche angeschnitten. Neben den Grundrissen von Gebäuden unterschiedlicher Funktion konnten Siedlungsgruben, mehrere Brunnen sowie eine Viehtränke oder ‐schwemme als Beleg für bäuerliche Viehhaltung nachgewiesen werden. Weiterhin konnte Melanie Eigen einen Werkplatz nachweisen, der der Eisenverarbeitung diente.
Die Funde aus der Grabung am Heckerweg zeigten deutliche Parallelen zum Fundinventar aus den Gräbern des römischen Friedhofs „An Hinkes Weißhof“ und belegen eine weidewirtschaftlich orientierte Bevölkerung von Vorst in römischer Zeit.
Aus zeitgenössischen römischen Quellen ist der Ort und damit sein antiker Name nicht überliefert.

### Mittelalter
Bei der archäologischen Untersuchung zum Neubaugebiet am Heckerweg wurde eine mittelalterliche Hofstelle entdeckt, deren Brunnen dendrochronologisch ins 9. Jahrhundert datiert werden konnte.
1259 wurde die Pfarrei von Vorst erstmals urkundlich erwähnt.

### Moderne
Am 13. April 1813, gegen Ende der Franzosenzeit, brach in einer Backstube in Vorst ein Feuer aus. Ein starker Nordwind fachte das Feuer an; Teile von Vorst brannten nieder.
Vorst war bis zum 31. Dezember 1969 eine selbständige Gemeinde.
Am 1. Januar 1970 entstand im Wesentlichen durch Zusammenlegung mit der benachbarten Gemeinde St. Tönis die neue Gemeinde Tönisvorst (mit dem Hauptort St. Tönis), die 1979 die Stadtrechte erhielt.

## Politik

### Städtepartnerschaften
- Laakdal (Belgien)

Die Namensgleichheit mit dem zur belgischen Gemeinde Laakdal gehörenden Ortsteil Vorst führte vor einigen Jahren zu einer Städtepartnerschaft zwischen den „Muttergemeinden“ Tönisvorst und Laakdal.

## Infrastruktur

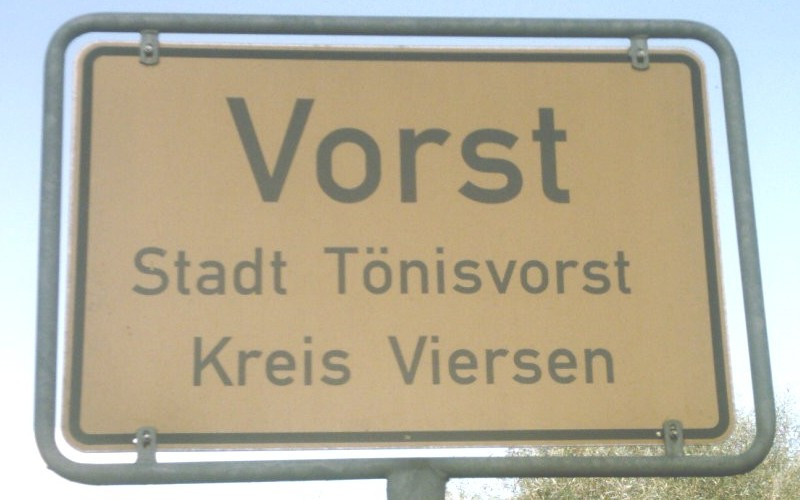
Vorster Ortseingangsschild

### Straßenverkehr
Vorst ist zunächst Kreuzungspunkt zweier Landesstraßen, hier kreuzt sich die L361 (von Kempen Richtung Anrath) mit der L475, die von Schwalmtal über Süchteln, Vorst und St. Tönis nach Krefeld führt.
Eine weitere Landesstraße, die L385, verbindet Vorst zudem mit dem zur Gemeinde Grefrath gehörenden Nachbarort Oedt.
Darüber hinaus zweigt am nordöstlichen Ortsende von der L475 die Kreisstraße K13 ab, die durch die Ortschaft Kehn in Richtung Krefeld-Forstwald führt.

### Schienenverkehr
Durch Vorst verlief eine normalspurige Kleinbahnstrecke der Krefelder Eisenbahn, die 1978 stillgelegt und später zum Radweg umgebaut wurde.
In diesem Zusammenhang gab es in Vorst einen Bahnhof Vorst.
Am südlichen Rand des alten Vorster Gemeindegebiets lag hingegen bis 1969 der Bahnhof Bahnhof Anrath an der Eisenbahnstrecke Duisburg ↔ M’gladbach.
Bei der Eingemeindung Vorsts nach Tönisvorst am 1. Januar 1970 wurde der Bereich um den Anrather Bahnhof jedoch vom Vorster Gemeindegebiet abgetrennt und gemeinsam mit dem übrigen Ort Anrath der Stadt Willich zugeschlagen, sodass sich der Bahnhof „Anrath“ fortan im jetzigen Willicher Stadtteil Anrath befindet (und eben nicht mehr in Vorst).
Der nach wie vor in Betrieb befindliche Haltepunkt „Anrath“ liegt ca. 120 m von der Tönisvorster Stadtgrenze entfernt.

### Busverkehr
Als Stadtteil von Tönisvorst zählt Vorst zum Gebiet des Verkehrsverbunds Rhein-Ruhr und wird von zwei SWK-Buslinien bedient. Dies ist eine Buslinie, die von Vinkrath über Grefrath, Mülhausen und Oedt nach Vorst führt. Eine weitere Buslinie kommt von Brüggen-Bracht über Nettetal-Lobberich und Süchteln nach Vorst und fährt weiter Richtung St. Tönis.
Darüber hinaus verkehrt eine Schnellbuslinie, die gemeinsam von den Viersener Niederrheinwerken und dem Busverkehr Rheinland betrieben wird. Sie kommt von Nettetal-Lobberich über Mülhausen und Kempen nach Vorst und fährt weiter über Anrath bis nach Viersen.

## Vörschter Platt
Sowohl im Stadtteil Vorst (Vörschter Platt) als auch in St. Tönis (Zent Tüenesser Platt; Zent = 'Sankt' auf Platt) wird – mit etwas unterschiedlicher Aussprache – die Mundart gepflegt. Platt war noch bis kurz nach dem Zweiten Weltkrieg die Umgangssprache der überwiegenden Bevölkerung. Heute sprechen überwiegend nur noch ältere Bürger unverfälschtes Platt; die jüngere Generation spricht – in zwangloser Runde – eher ein Gemisch aus Hochdeutsch und Mundart, von Sprachwissenschaftlern Regiolekt oder Niederrhein-Deutsch genannt. Tönisvorst liegt im Niederfränkischen Mundartraum nördlich der sogenannten Benrather Linie (mit der maache-maake-Unterscheidung), die als Grenze zum Mittelfränkischen gilt. Dabei zählen die Tönisvorster Mundarten zum südlich der Uerdinger Linie liegenden Südniederfränkischen (auch Limburgisch genannt), gekennzeichnet u. a. durch die Verwendung von „ech“ oder „esch“ für das hochdeutsche Personalpronomen „ich“. Nördlich davon, im Nordniederfränkischen wird stattdessen „ek“ oder „ekk“ gesprochen, z. B. im Krefelder Ortsteil Hüls (Hölsch Plott), in Kempen und am unteren Niederrhein.
Auch wenn die Mundart auf dem Rückzug ist, so wird Platt zu Karneval, auf Mundartabenden und in Vereinen gepflegt. So gibt es in den Tönisvorster Ortsteilen Karnevals- und Heimatvereine, die mit eigenem Internetauftritt für die Erhaltung des örtlichen Platt werben. Hervorzuheben sei hier
- der Heimatverein Vorst mit seiner Webseite: Heimatverein
- der Heimatbund St. Tönis, mit seiner Webseite: Heimatbund

## Persönlichkeiten
- Ina Coelen (* 1958), Grafikerin, Kriminalromanautorin und Herausgeberin
- Peter Ottenbruch (1957–2021), Maschinenbauingenieur und Manager
- Ernst Boekels (* 1927), Allgemeinarzt und Mitbegründer der action medeor